# Karl-Axel Kullerstrand
Karl-Axel Kullerstrand (Stockholm, 1 maart 1892 - Täby, 14 mei 1981) was een Zweedse atleet, die gespecialiseerd was in het hoogspringen. Hij was driemaal Zweeds kampioen in deze discipline. Ook had hij enige tijd het nationale record in handen in deze discipline. Hij nam eenmaal deel aan de Olympische Spelen, maar won hierbij geen medailles.

## Loopbaan
Zijn eerste succes boekte Kullerstrand in 1911 door bij de Zweeds atletiekkampioenschappen het onderdeel hoogspringen te winnen. Een jaar later nam hij in eigen land deel aan de Olympische Spelen van Stockholm. Hij drong door tot de finale door in de kwalificatieronde over 1,83 m te springen. In de finale kwam hij niet verder dan diezelfde hoogte en moest zich hierdoor tevreden stellen met een achtste plaats. 
Op 10 juni 1917 verbeterde hij het nationale record van 1,88 door over 1,89 te springen. Later dat jaar raakte hij dit record alweer kwijt aan Richard Sjöberg, die over 1,92 sprong.
In zijn actieve tijd was Kullerstrand aangesloten bij IFK Stockholm. Na zijn sportcarrière werkte hij als sportcoach en vrijwilliger.

## Titels
- Zweeds kampioen hoogspringen - 1911, 1916, 1917

## Persoonlijk record
| Onderdeel    | Prestatie | Jaar |
| ------------ | --------- | ---- |
| hoogspringen | 1,89      | 1917 |

## Palmares

### hoogspringen
- 1911:  Zweedse kamp. - onbekende prestatie
- 1912:  Zweedse kamp. - onbekende prestatie
- 1912: 8e OS - 1,83 m
- 1913:  Zweedse kamp. - onbekende prestatie
- 1916:  Zweedse kamp. - onbekende prestatie
- 1917:  Zweedse kamp. - onbekende prestatie